# セール・スワンの定理
数学の分野であるトポロジーとK-理論において、セール・スワンの定理 (Serre–Swan theorem)、あるいはスワンの定理 (Swan's theorem) は、ベクトル束の幾何的な概念を射影加群の代数的概念に関係づけ、数学のいたるところで共通の直感を生じる： "可換環上の射影加群はコンパクト空間上のベクトル束のようである"。
定理の 2 つの正確な定式化は多少異なる。1955年にジャン・ピエール・セール (Jean-Pierre Serre) によって述べられたもとの定理は本質的により代数的であり、（任意標数の）代数的閉体上の代数多様体上のベクトル束に関係する。1962年にリチャード・スワン (Richard Swan) によって述べられた補足的変種はより解析的であり、滑らかな多様体あるいはハウスドルフ空間上の（実、複素、あるいは四元）ベクトル束に関係する。

## 微分幾何学
M をコンパクトで滑らかな多様体とし、V を M 上の滑らかなベクトル束とする。V の滑らかな断面の空間はすると C∞(M) （M 上の滑らかな実数値関数の可換代数）上の加群である。スワンの定理はこの加群が C∞(M) 上有限生成かつ射影であると述べている。言い換えると、すべてのベクトル束はある n に対して自明束 M × Cn の直和である。定理は自明束 M × Cn から V の上への束全射を構成することによって証明できる。このことは例えば、各点 p に対して {si(p)} が p 上のファイバーを張るという性質をもった断面を示すことによってできる。
逆もまた正しい： C∞(M) 上のすべての有限生成射影加群は M 上のある滑らかなベクトル束からこのように生じる。そのような加群は M 上のある n に対して n × n 冪等行列に値を取る滑らかな関数 f と見ることができる。すると x 上の対応するベクトル束のファイバーは f(x) の値域である。ゆえに、M 上の滑らかなベクトル束の圏は C∞(M) 上の有限生成射影加群の圏に同値である。詳細は (Nestruev 2003) において見つかるだろう。この同値は非コンパクト多様体 M の場合に拡張される (Giachetta et al. 2005)。

## トポロジー
X をコンパクトハウスドルフ空間とし、C(X) を X 上の実数値連続関数の環とする。上の結果とアナロガスに、X 上の実ベクトル束の圏は C(X) 上の有限生成射影加群の圏に同値である(Rosenberg 1994, pp. 34, 108)。同じ結果が、「複素数値」を「実数値」で、「複素ベクトル束」を「実ベクトル束」で置き換えれば成り立つが、有理数全体のような完全不連結体で体を置き換えると成り立たない。
詳しくは、Vect X を X 上の複素ベクトル束の圏とし、Proj C(X) を環 C(X) 上の有限生成射影加群の圏とする。X 上の各複素ベクトル束 E を断面の C(X)-加群 Γ(X, E) に送る関手 Γ : Vect X → Proj C(X) が存在する。スワン (Swan) の定理は関手 Γ が圏同値であることを主張する。

## 代数幾何学
Serre (1955, §50) による代数幾何学における類似の結果はアフィン多様体の圏におけるベクトル束に適用する。X を構造層 OX をもつアフィン多様体とし、F を X 上の OX-加群の連接層とする。すると F が有限次元ベクトル束の芽の層であることと F の断面の空間、Γ(F, X)、が可換環 A = Γ(OX, X) 上の射影加群であることは同値である。